# Karaka Bays (Wellington)
Karaka Bays  est une banlieue de la cité de Wellington, la capitale de la Nouvelle-Zélande située dans le sud de l’Île du Nord. 

## Situation
Elle siège sur la côte nord-est de la péninsule de Miramar (en), située à 6 km à l’est-sud-est du centre de la cité de Wellington et présente une vue étendue sur le mouillage de Wellington Harbour (en). 
Elle est limitée au nord par la banlieue de Maupuia, au sud par Worser Bay, au sud-ouest par la banlieue de Miramar et à l’ouest à nouveau par la banlieue de Maupuia.

## Toponymie
La baie tire son nom d’un arbre natif de la Nouvelle-Zélande, le  karaka (en) ou laurier de Nouvelle-Zélande.

## Activités
La banlieue consiste en des propriétés résidentielles situées tout près de la berge des deux baies très proches : ‘Scorching Bay’ au nord et ‘Karaka Bay’ au sud. 
Tout près aussi, se trouvent les banlieues de Miramar et Maupuia. Le caractère proéminent u secteur de la baie de Karaka comprend le domaine de la baie de Scorching, un parc de loisirs situé à l’extrémité nord de la banlieue.
Le ferry du détroit de Cook (en) nommé Interislander passe le long de la côte de la baie de Karaka sur son trajet allant de la ville de Picton dans l’île du sud vers la cité de Wellington dans l’île du nord.

## Histoire
La zone est historiquement reliée avec l’activité de chasse à la baleine.
Coombe Rocks, une série de petits îlot rocheux juste en dehors de la ligne de côte étaient utilisés comme un endroit pour la surveillance pour apercevoir la présence des cétacés.
Dans les années récentes, les mammifères marins sont revenus dans le secteur, avec la présence des   Otarie à fourrure de Nouvelle-Zélande, qui sont vues communément le long de la côte et des 
orques ou épaulards qui sont visibles de façon plus occasionnelle au-delà des côtes.

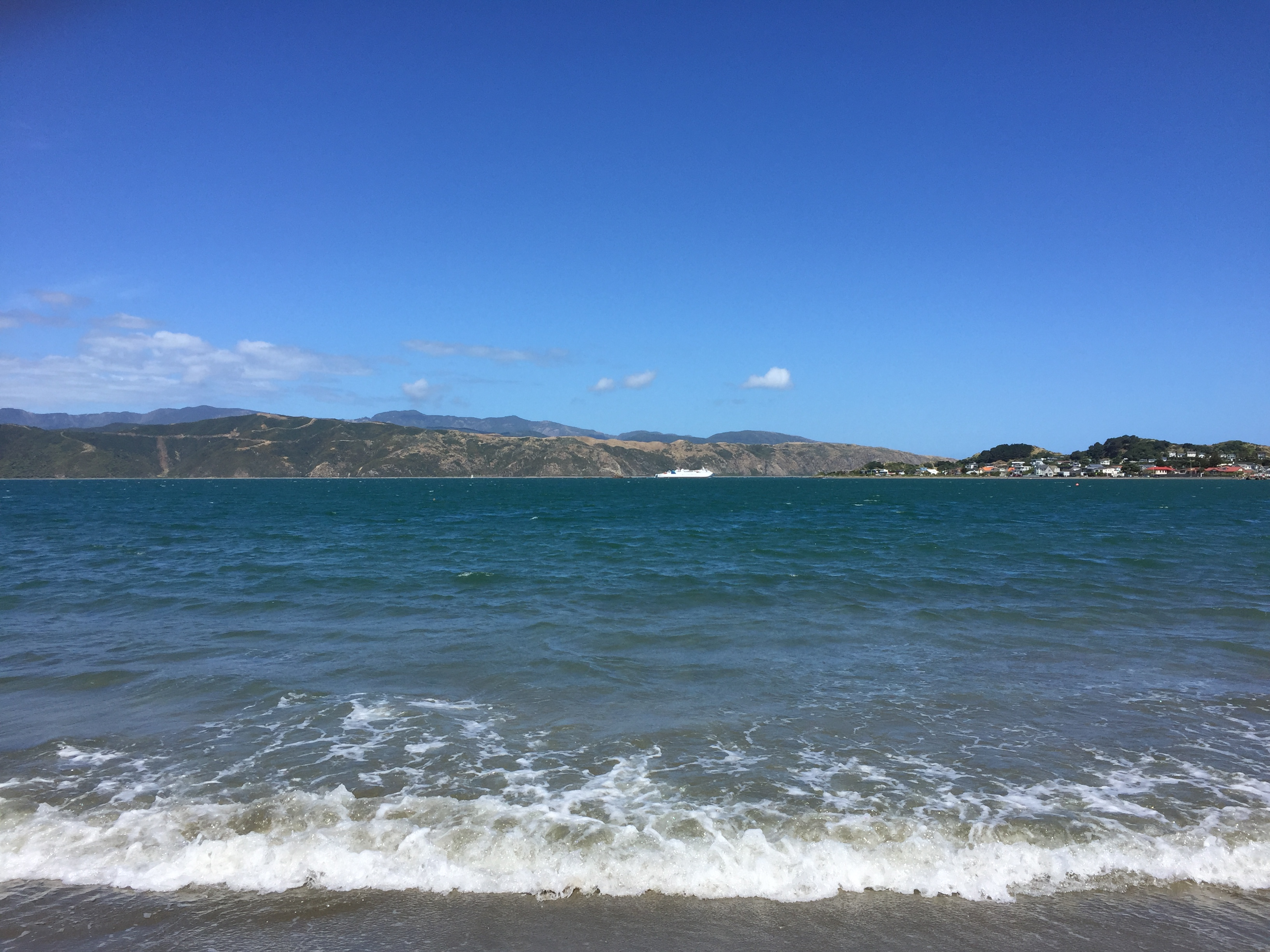
Les vagues au niveau de Worser Bay